# Chrysis crossi
Chrysis crossi es una especie de avispa descubierta en el Algarve, Portugal. Fue descrita por Rosa, Wood, Silva, Veríssimo, Mata, Michez, Beja & Ferreira, y el descubrimiento fue anunciado el 1 de marzo de 2023.